# Albæk (Suldrup Sogn)
 For alternative betydninger, se Albæk. (Se også artikler, som begynder med Albæk)
Albæk er en gammel hovedgård, som ligger i Suldrup Sogn, Hornum Herred, Ålborg Amt, Rebild Kommune.

## Kulturmiljø
På Albæks marker er fundet rester af et gammelt kapel og en kirkegård. De ældste beskrivelser af en kirke i Albæk stammer da også helt tilbage fra middelalderen.
- I 1925 blev udstykket 15 husmandsbrug fra gården.
- I 1886 anlagde Amdi Sass Albæk plantage.
- Albæk Hovedgaard er i dag på 46 hektar.

## Ejere af Albæk
- (1420-1440) Las Maltesen
- (1440) Gyda Lasdatter Maltesen gift Viffertsen
- (1440-1480) Las Viffertsen
- (1480-1570) Slægten Maltesen
- (1570-1600) Anders Maltesen
- (1600-1626) Niels Krabbe
- (1626-1655) Gregers Nielsen Krabbe
- (1655-1663) Iver Gregersen Krabbe
- (1663) Iversdatter Krabbe gift Sandberg
- (1663) Anders Sandberg / Mogens Kruse
- (1663-1667) Anders Sandberg / Jacob Faber
- (1667-1670) Anders Sandberg
- (1670-1675) Birgitte Sandberg
- (1675) Dorte Daa gift Krabbe
- (1675-1678) Claus Gregersen Krabbe
- (1678-1680) Marie Sophie Bielke gift (1) Krabbe (2) Bielke
- (1680-1693) Christian Bielke
- (1693-1699) Bernt Due
- (1699-1710) Manderup Berntsen Due
- (1710-1724) Albert Christopher Mandrupsen Due
- (1724-1756) Christian Frederik von Levetzow
- (1756-1789) Iver Rosenkrantz von Levetzow
- (1789-1811) Siegfried Victor Raben-Levetzau
- (1811-1812) Frederik Sophus Raben-Levetzau
- (1812) Johan Michael de Neergaard / Peter Johansen de Neergaard
- (1812-1814) Malte Ulrich Friis
- (1814-1817) Mariane Wiborg gift Friis
- (1817-1824) Henrik S. Schou
- (1824-1826) Frederik Sophus Raben-Levetzau`s Arvinger
- (1826-1830) Carl de Neergaard
- (1830-1837) Rasmus Conradsen
- (1837-1840) Slægten Conradsen
- (1840-1855) Niels Holbæk
- (1855-1858) S. E. Zahrtmann
- (1858-1859) Slægten Zahrtmann
- (1859-1862) forp. Flindt
- (1862-1866) Matthias Vilhelm Sass
- (1866-1883) Bendix Vilhelm Sass
- (1883-1893) Amdi Sass
- (1893-1894) Landmandsbanken
- (1894-1918) Lars Christian Jensen
- (1918-1920) E. Jopp / J. Jespersen
- (1920-1923) Poul Thorsen
- (1923-1928) E. Lund
- (1928-1940) J. Hove Jensen
- (1940-1944) Frederik Julius greve Ahlefeldt-Laurvig
- (1944-1961) Enke Fru Ahlefeldt-Laurvig
- (1961-1985) K. W. Orland
- (1985-2000) P. Wiinblad Sørensen
- (2000-2017) Flemming Lass
- (2018-) Maria Hartel / Michael Buje